# Escudo de Nigeria
El escudo de armas de Nigeria fue adoptado a raíz de la independencia, el 1 de octubre de 1960. Es de sable, con una perla ondulada de plata, que representa los dos ríos principales que atraviesan Nigeria: el Níger y su afluente el Benue. El color negro alude a la tierra fértil nigeriana.
Es flanqueado por dos caballos de plata, un símbolo de dignidad, y timbrado por un burelete de plata y sinople (los colores de la bandera nacional, en alusión a la riqueza agrícola de Nigeria) cimado de un águila de gules con las alas extendidas, que representa la fuerza.
El escudo descansa sobre una terraza de sinople sembrada de flores de oro en representación de la especie Costus spectabilis, la flor nacional nigeriana. En la parte inferior, una cinta de oro con el lema nacional escrito en inglés en letras de sable: UNITY AND FAITH, PEACE AND PROGRESS (Unidad y Fe, Paz y Progreso). Este lema es el único cambio que ha experimentado el escudo desde su adopción, ya que inicialmente decía sólo UNITY AND FAITH (Unidad y Fe).

## Galería de escudos

Sello del Presidente de Nigeria.
Sello del Vicepresidente de Nigeria.
Sello de la Cámara de Representantes de Nigeria.
Sello del Senado de Nigeria.
Insignia de la Armada Nigeriana.
Escudo de armas de la Fuerza Aérea Nigeriana.

## Evolución histórica del escudo

Insignia del África Occidental Británica (1870-1888)
Insignia de la Colonia de Lagos (1886-1906)
Insignia del Protectorado del Delta Nigerino (1884-1893)
Insignia del Protectorado de la Costa de Níger (1884–1900)
Insignia del Protectorado del Norte de Nigeria (1900-1914)
Insignia del Protectorado del Sur de Nigeria (1900-1914)
Insignia de Nigeria (1914–1952)
Insignia de Nigeria (1952–1960)
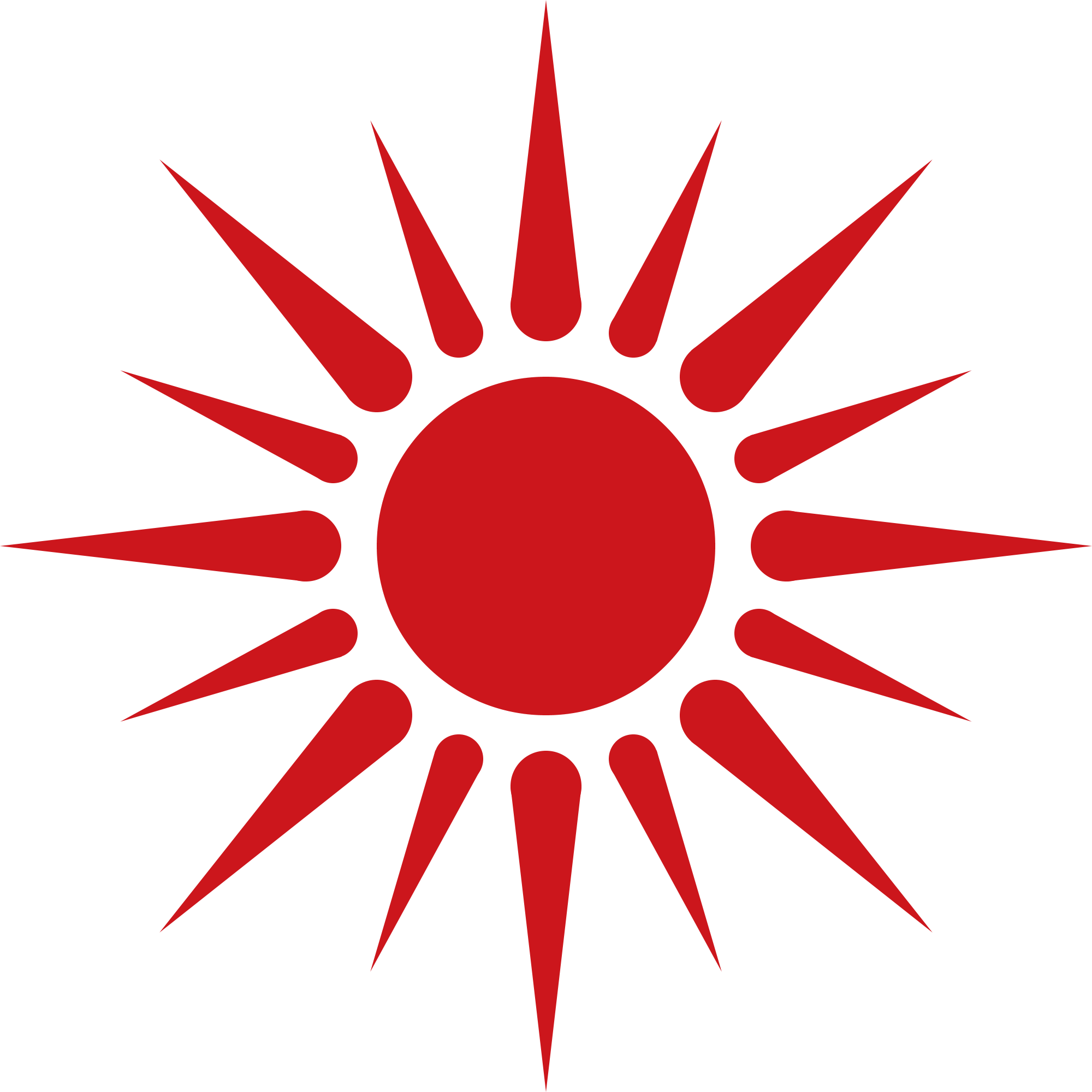
El sol rojo de Nigeria de Akinkunmi
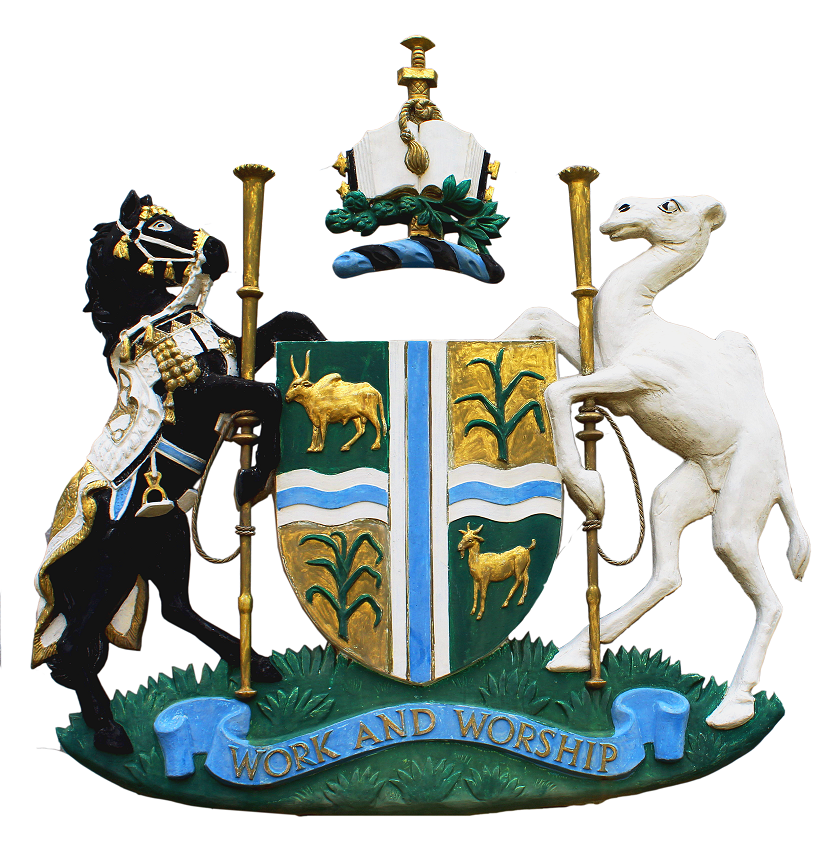
Escudo de armas del extinto Gobierno del Norte de Nigeria

## Emblemas subnacionales

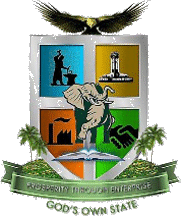
Sello Nacional del Gobierno Estatal de Abia
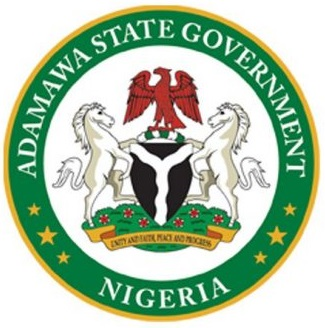
Sello Nacional del Gobierno Estatal de Adamawa
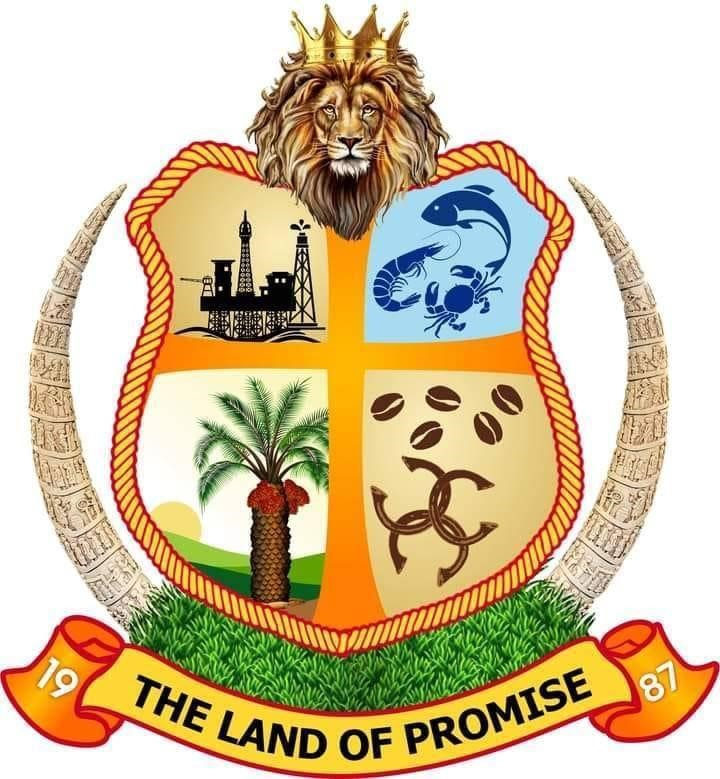
Sello Nacional del Gobiermo Estatal de Akwa Ibom
Sello Nacional del Gobierno Estatal de Bauchi
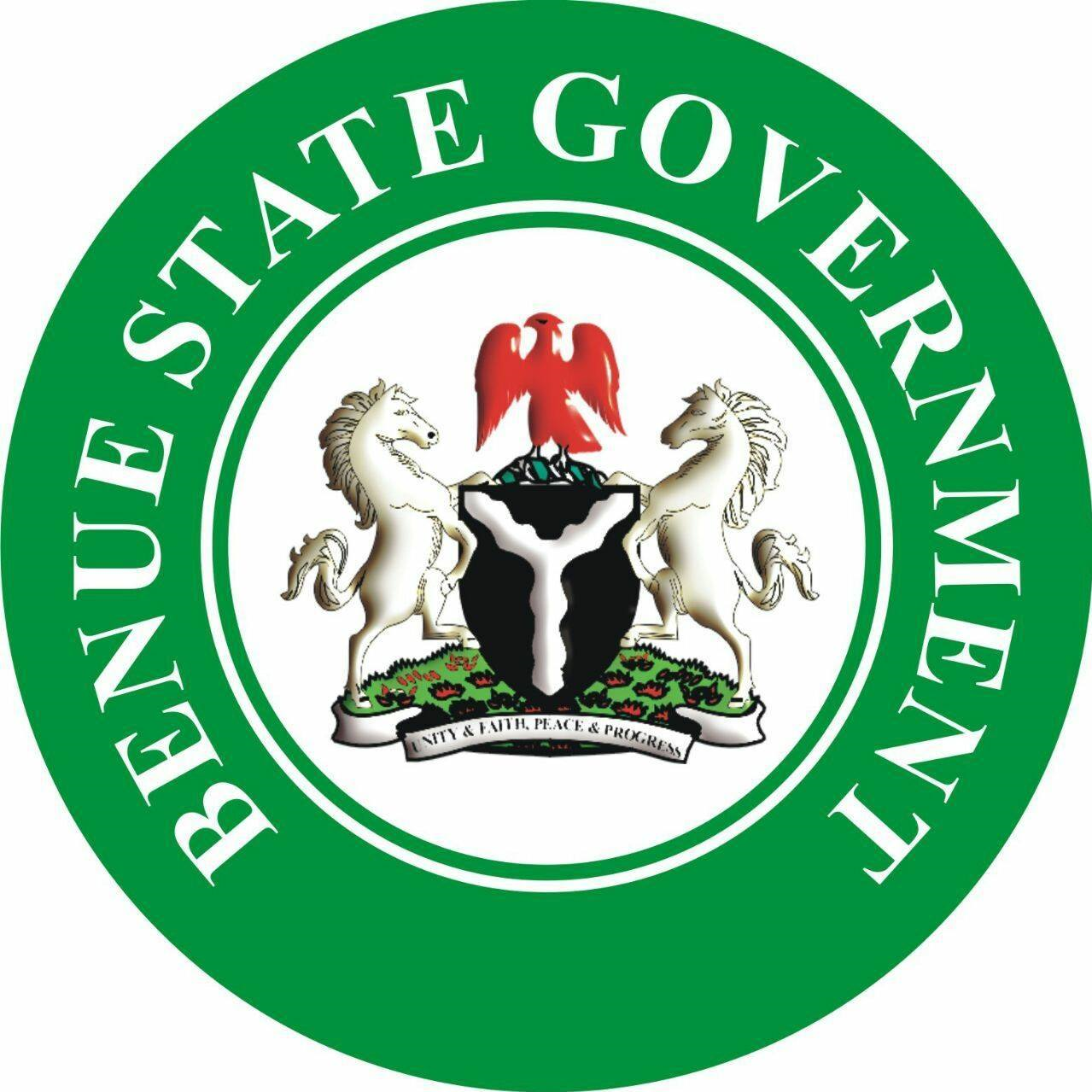
Sello Nacional del Gobierno Estatal de Benue
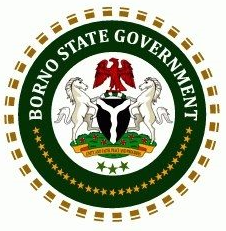
Sello Nacional del Gobierno Estatal de Borno
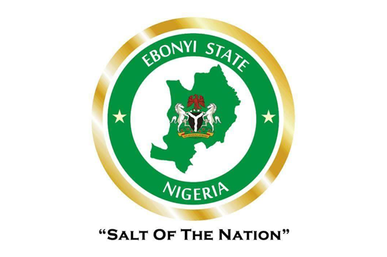
Sello Nacional del Gobierno Estatal de Ebonyi
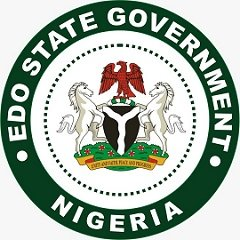
Sello Nacional del Gobierno Estatal de Edo
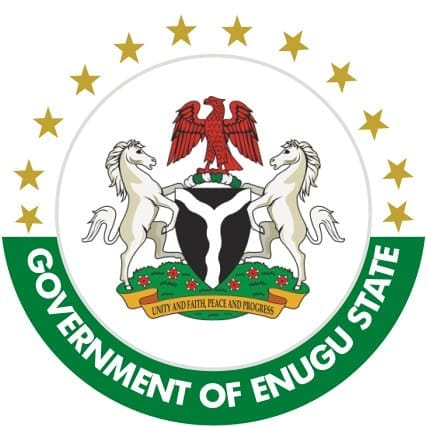
Sello Nacional del Gobierno Estatal de Enugu
Bandera del Gobierno Estatal de Jigawa
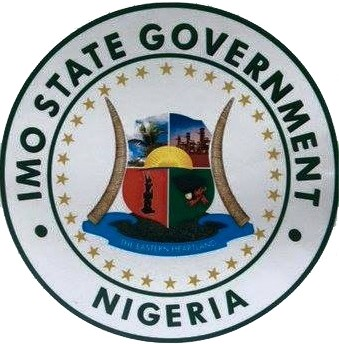
Sello Nacional del Gobierno Estatal de Imo
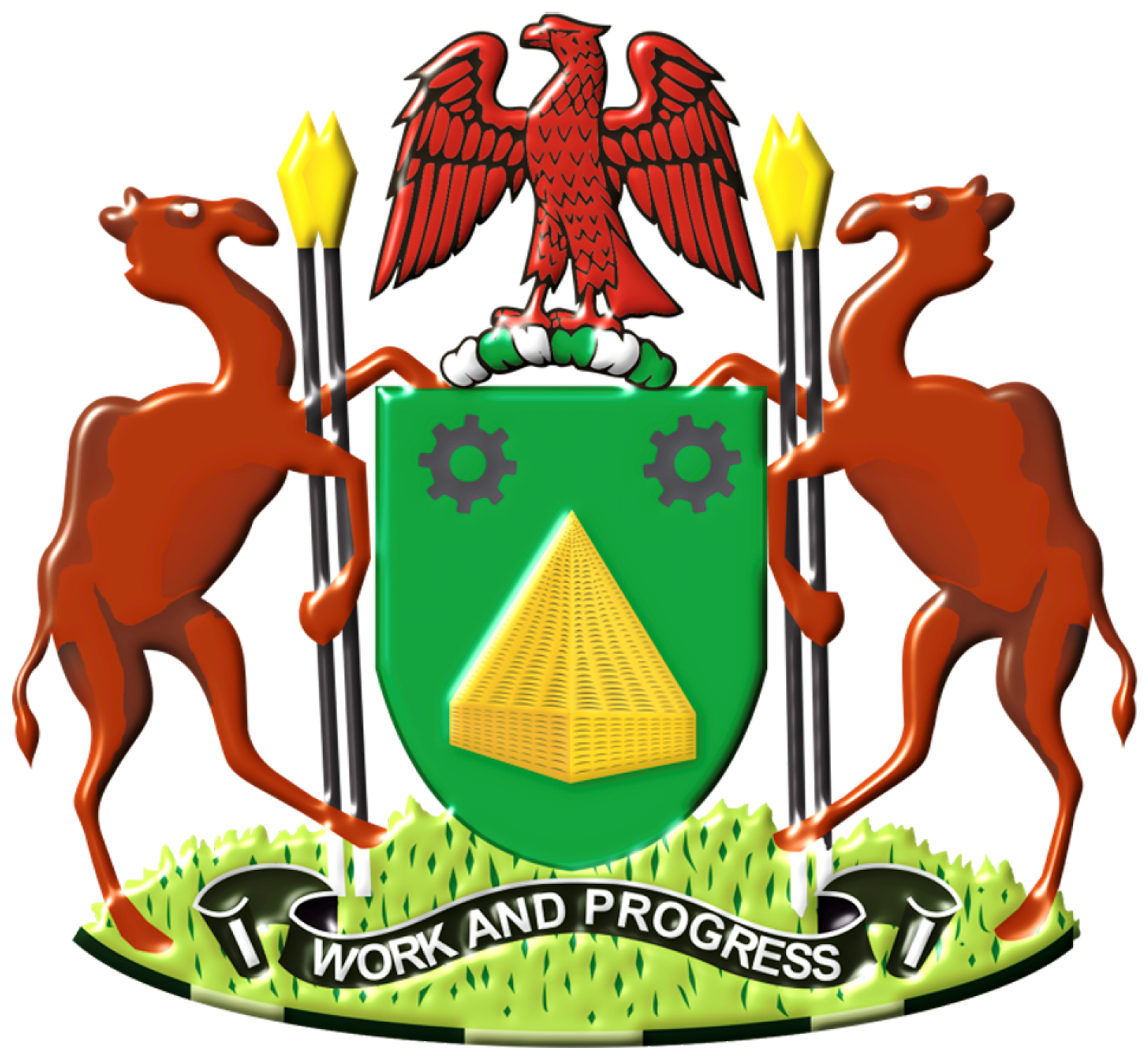
Sello Nacional del Gobierno Estatal de Kano
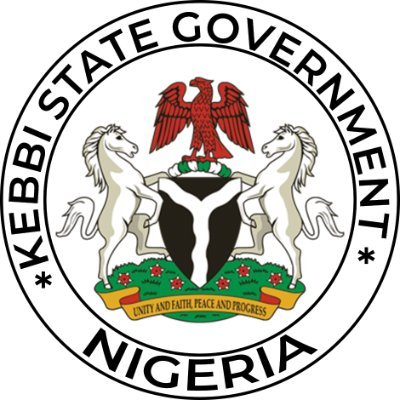
Sello Nacional del Gobierno Estatal de Kebbi
Sello Nacional del Gobierno Estatal de Lagos
Sello Nacional del Gobierno Estatal de Nasarawa
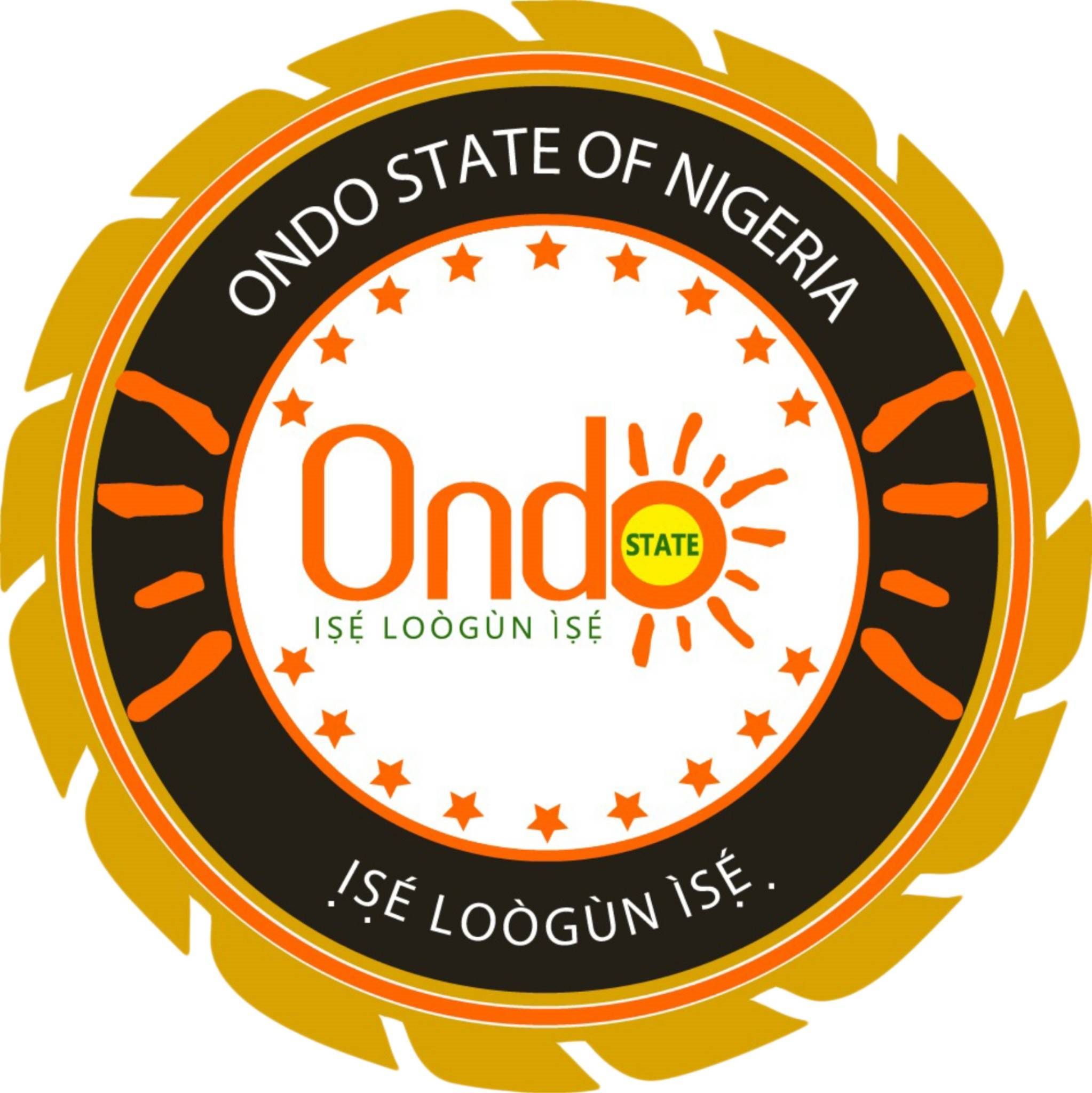
Sello Nacional del Gobierno Estatal de Ondo
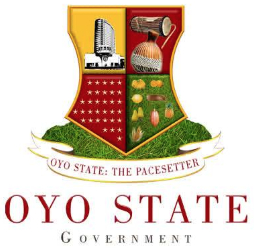
Sello Nacional del Gobierno Estatal de Oyo
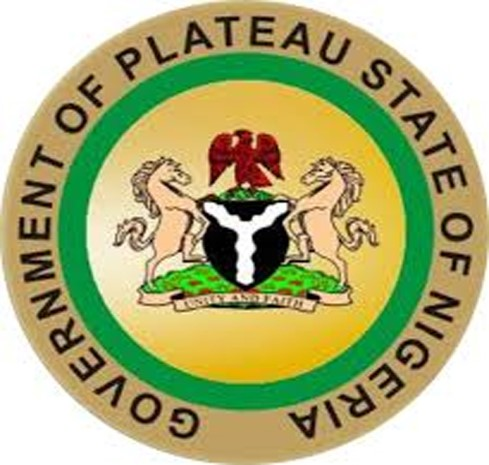
Sello Nacional del Gobierno Estatal de Plateau
Sello Nacional del Gobierno Estatal de Taraba
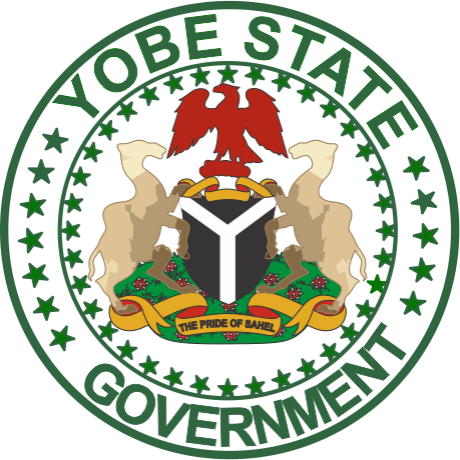
Sello Nacional del Gobierno Estatal de Yobe
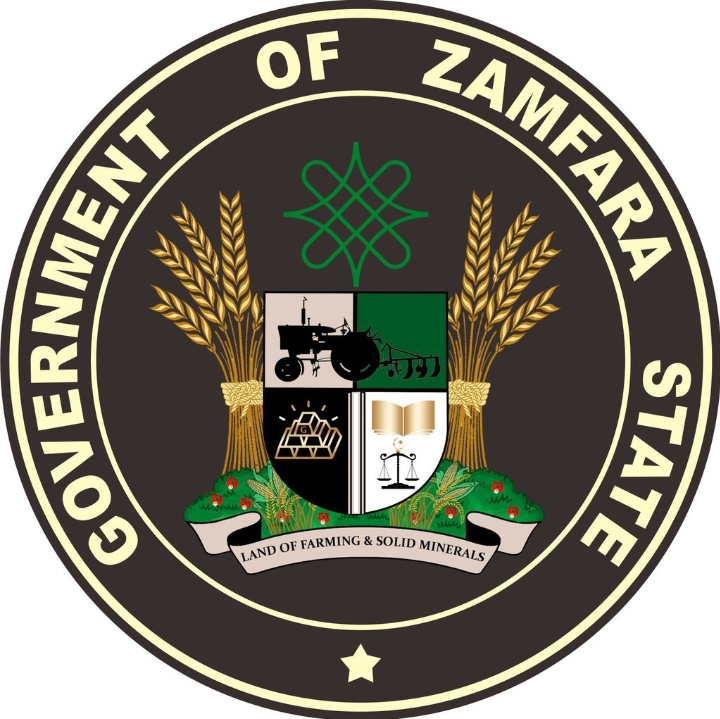
Sello Nacional del Gobierno Estatal de Zamfara